# フリートウッズ
フリートウッズ（The Fleetwoods）は、アメリカ合衆国の男女混成コーラス・グループ。1959年に『カム・ソフトリー・トゥ・ミー』、『ミスター・ブルー』が全米1位を記録した。

## 代表作
- 『カム・ソフトリー・トゥ・ミー』1959年 全米1位
- 『ミスター・ブルー』1959年 全米1位
- 『Runaround』1960年 全米23位
- 『Tragedy』1961年 全米10位